# Rap Not Dead
Rap Not Dead – szósty solowy album Borixona. Został wydany w czerwcu 2012 roku nakładem szczecińskiej wytwórni StoproRap. Na płycie pojawili się tacy goście, jak Popek, Bosski Roman (Firma), Wini, Paluch, Sobota, Gedz, Ten Typ Mes, Julita Woś, Kajman, Luka, Ramzes.
Płyta dotarła do 16. miejsca zestawienia OLiS.

## Lista utworów
Opracowano na podstawie źródła.
1. "Intro"
2. "Nie do wiary" (gościnnie: Popek, Bosski Roman; prod. Donatan)
3. "Tworzymy historie" (gościnnie: Paluch; prod. David Gutjar)
4. "Wyjebunda" (gościnnie: Wini; prod. Teka)
5. "Nie mogę przestać" (gościnnie: Kaerson)
6. "Bajka o tym, że czas nas zmienił" (prod. David Gutjar)
7. "Jestem w domu" (gościnnie: Gedz; prod. Donatan)
8. "Papierosy" (prod. Bystry)
9. "Diler" (gościnnie: Sobota; prod. Kaerson)
10. "Sponsor" (gościnnie: Ten Typ Mes, Julita Woś; prod. Donatan)
11. "Ferrari" (gościnnie: Kajman, Luka; prod. Kaerson)
12. "Znowu teraz chcę" (prod. Kaerson)
13. "Mam dosyć" (gościnnie: Ramzes; prod. Sakier)
14. "Vitaminy" (prod. Kaerson)
15. "Papierosy (Remix)" (prod. Erionite)
16. "Mój przyjacielu" (utwór dodatkowy) (gościnnie: DzikiChór; prod. DNA)